# Santa Margarida de Vinyoles
Santa Margarida de Vinyoles és una església del municipi de les Llosses inclosa en l'Inventari del Patrimoni Arquitectònic de Catalunya.

## Descripció
Es tracta d'un edifici de planta rectangular, molt modificat, d'una nau sobrealçada i coberta amb volta de canó, amb l'interior en disposició abarrocada i amb motllures de guix, i un campanar de torre posterior. Té afegit a una banda la sagristia i l'altra l'antiga casa d'ermitans. De l'edificació que el precedí, d'època romànica tardana, en resta el cos que s'allarga per darrere al santuari actual, amb un portal de dovelles mitjanes i una finestreta d'arc de mig punt. A principis del segle XXI la casa d'ermitans resta abandonada i l'església es troba en estat ruïnós.

## Història
El santuari de Santa Margarita de Vinyoles, situat més amunt del castell de la Guàrdia de Ripoll i documentat des del segle xiii, correspon a l'antiga capella del castell. L'edifici actual fou bastit el 1854 amb motiu d'un vot popular fet durant una epidèmia de còlera.